# Ассад, Уссама
Уссама Ассад — марокканский борец, вольной и греко-римского стиля, призёр чемпионата Африки.

## Карьера
В мае 2022 года в марокканской Эль-Джадиде на чемпионате Африки выступал в обоих стилях в весовой категории до 97 кг, в греко-римской борьбе он завоевал бронзовую медаль, а в вольной занял 7 место. В марте 2024 года в Александрии на квалификационном турнире Африки и Океании он принимал участия в обоих стилях борьбы, ему удалось завоевать лицензию в греко-римской борьбе на Олимпийские игры в Париже.

## Достижения

### Греко-римская борьба
- Чемпионат Африки по борьбе 2022 — ;